# زایمچوو
زایمچوو (به بلغاری: Zaimchevo) یک منطقهٔ مسکونی در بلغارستان است که در Ruen واقع شده‌است.